# Rossville (Illinois)
Rossville é uma vila localizada no estado americano de Illinois, no Condado de Vermilion.

## Demografia
Segundo o censo americano de 2000, a sua população era de 1217 habitantes.
Em 2006, foi estimada uma população de 1176, um decréscimo de 41 (-3.4%).

## Geografia
De acordo com o United States Census Bureau, Rossville tem uma área de 3,5 km², dos quais 3,5 km² são cobertos por terra e 0,0 km² cobertos por água.

## Localidades na vizinhança
O diagrama seguinte representa as localidades num raio de 16 km ao redor de Rossville.